# Bakotská zátoka
Bakotská zátoka (ukrajinsky Бакотська затока) je zátoka o rozloze 1590 ha na řece Dněstr v oblasti někdejší vesnice Bakota, která vznikla zatopením této vsi kvůli zprovoznění Dněsterské vodní elektrárny 27. října 1981. Zátoka je součástí národního parku Podolské Tovtry. Zátoka se nachází asi 50 km východně od Kamence Podolského.